# Magos Gyula (labdarúgó)
Magos Gyula (Budapest, 1955. március 6. – 2021. március 29.) magyar labdarúgó, csatár.

## Pályafutása
Tizenháromévesen a KSI kezdett futballozni, majd 1973-ban a Bp. Honvéd játékosa lett. 1975-ben az NB II-es Szolnoki MTE igazolta le. A katonaideje a Kossuth KFSE-ben szerepelt. 1979-ben mutatkozott be az élvonalban, a Bp. Volán játékosaként. A közlekedésiek csapatával masszív NB. I-es játékos volt évekig, majd a Vasas SC igazolta le 1983-ban. Az angyalföldi klubbal a bajnokság 6. helyét szerezték meg, majd visszatért az időközben az NB. I-ből  kiesett Volánhoz. Az első osztályban összesen 88 mérkőzésen szerepelt és 26 gólt szerzett.
1985-ben az NB. III-as Dorogi Bányászhoz igazolt, ahol az ifjú csatártehetséggel, Füle Antallal voltak a dorogiak első számú gólfelelősei. A csapat sokáig nyílt küzdelmet folytatott az NB. II-be való jutásért. Menet közben azonban Fülét katonai szolgálatra bevonultatták, így magára maradt, tekintve a dorogiak nem tudták pótolni a megüresedett posztot hasonlóan magas kvalitású támadóval. Végül a bajnoki dobogó harmadik fokán végeztek. 
Legemlékezetesebb mérkőzései a Bányásszal a szomszédvár Esztergom és a legnagyobb vetélytárs, a listavezető, majd bajnok Budafok elleni hazai rangadók, ahol meccsenként 5000 néző előtt mindkét alkalommal győztek és Magos mindkét találkozón góllal is hozzájárult a sikerhez. Az Esztergom elleni egyik szabályos gólját érvénytelenítette a játékvezető. A Dömsöd elleni gólzáporos győzelmet hozó találkozón pedig mesterhármast ért el.
1986-ban a Budafoki MTE-hez igazolt. Az 1986–87-es téli szünettől a III. kerületi TTVE játékosa lett.

## Sikerei, díjai
- Bajnoki bronzérmes az NB III-ban (Dorogi Bányász, 1986)